# Kalle (Norvège)
Pour l’article homonyme, voir Grand-mère Kalle.
 (septembre 2018).
Kalle est une localité du comté de Nordland, en Norvège.

## Géographie
Administrativement, Kalle fait partie de la kommune de Vågan.